# Kakaosmör

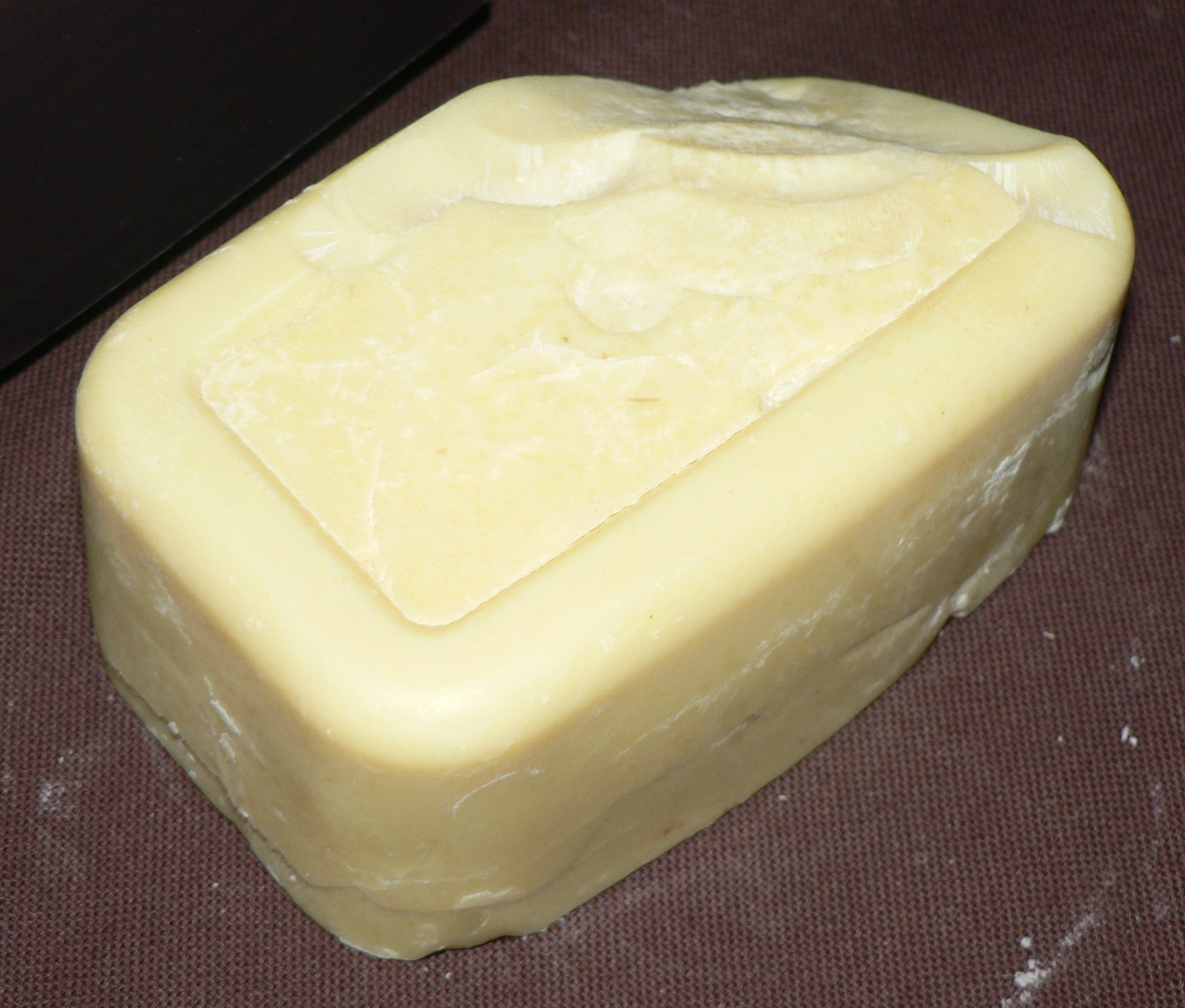
Kakaosmör

Kakaosmör är fett från kakaobönan som används bland annat vid tillverkning av choklad. Den är tillsammans med socker huvudingrediens i vit choklad.
Kakaosmör framställs genom att kakaomassa pressas så att fettet avskiljs.
Kakaosmöret ger chokladen en lämplig smältpunkt så att den tål rumstemperatur och ändå smälter i munnen.
Kakaosmöret ger också chokladen en hård, konsistens och en god hållbarhet.
Vid framställning av kakaopulver pressas 2/3 av kakaosmöret ut, men vid framställning av choklad tillsätts istället extra kakaosmör.
Fettsyrasammansättning palmitinsyra 26%, stearinsyra 35%, oljesyra 34%, övriga 5%.
Smältpunkt  32-36oC.       Stelningspunkt 21-27oC  